# Jewel Staite
Jewel Belair Staite (White Rock, 2 giugno 1982) è un'attrice canadese.
È conosciuta soprattutto per aver interpretato Kaylee, il meccanico della serie Firefly e del film conclusivo della serie Serenity, e la Dr. Jennifer Keller, dalla fine della terza alla quinta stagione di Stargate Atlantis.

## Biografia
Jewel Staite nasce a White Rock, nella Columbia Britannica, la più giovane di sette fratelli. Inizia a posare come modella da bambina e a recitare all'età di sei anni. Ha dichiarato di avere ascendenze britanniche, irlandesi, franco-canadesi e irochesi. La Staite si è diplomata alla Vancouver Film School e ha lavorato al Vancouver Youth Theatre.
Inizia a recitare da bambina apparendo in film per la televisione canadese, come ad esempio Liar, Liar (1993) per la CBC, e The Only Way Out (1993), per la ABC. Nel 1995, la Staite ottiene un ruolo chiave nell'episodio della terza stagione di X-Files, Rapimenti (Oubliette).
Il primo ruolo da comprimaria di Jewel State in una serie televisiva è quello di Catalina, l'ingegnere di bordo nella prima stagione della serie di fantascienza Space Cases (1996). Segue immediatamente il ruolo di Rebecca "Becca" Fisher nella serie televisiva di Disney Channel Tucker e Becca, nemici per la pelle (Flash Forward, 1995-1997), in cui l'attrice è affiancata da Ben Foster quale comprimario. Nel 2000 ottiene il ruolo principale nella serie drammatica di FOX Family Channel Horizon (Higher Ground). Presta inoltre la voce nelle serie televisive animate Mummies Alive! e Sabrina (Sabrina: The Animated Series) per la DiC Entertainment.
Jewel Staite interpreta Kaylee Frye nella serie televisiva di breve durata di genere space western Firefly (2002-2003) e il sequel cinematografico conclusivo Serenity (2005). A riguardo della sua esperienza nella serie, l'attrice ha scritto un capitolo del libro Finding Serenity intitolato "Kaylee Speaks: Jewel Staite On Firefly". Ha inoltre interpretato il ruolo ricorrente di Heidi Gotts nella serie televisiva Wonderfalls (2004).
Dal 2005 al 2009 la Staite interpreta il ruolo della dottoressa Jennifer Keller nello spin-off della serie Stargate SG-1, Stargate Atlantis, sostituendo nel ruolo di medico Paul McGillion, che interpretava il dottor Carson Beckett. Nella quinta stagione il suo personaggio viene sostituito, per un normale avvicendamento dei ruoli principali del cast. Prima del ruolo della dottoressa Keller, l'attrice aveva già recitato nella saga interpretando la giovane Wraith Ellia nell'episodio della seconda stagione di Stargate Atlantis, Istinto (Instinct).
L'attrice è anche apparsa nel film di fantascienza per la tv Mothman (2010), diretto da Sheldon Wilson. Nel 2010 la Staite interpreta un ruolo in un episodio della serie televisiva Warehouse 13 e, nel 2011, prende parte a un episodio della serie Supernatural.
Nel 2012 la Staite entra a far parte del cast regolare della serie televisiva The L.A. Complex, dove interpreta la parte di Raquel Westbrook, un'attrice in difficoltà Nel 2013 l'attrice appare inoltre in un episodio della serie The Listener. Dal 2013 al 2014 compare poi in 10 episodi della serie televisiva della AMC The Killing, interpretando Caroline Swift, la ragazza del detective Stephen Holder.

### Vita privata
Jewel Staite è stata sposata con l'attore Matt Anderson dal 2003 al 2011. Nel maggio del 2015 si è fidanzata con Charlie Ritchie. Più tardi, lo stesso mese, annuncia di essere incinta del suo primo figlio, un maschio. Il 9 dicembre 2015, Jewel Staite annuncia la nascita del figlio Wilder Cathcart Ritchie.

## Filmografia

### Attrice

#### Cinema
- Gold Diggers: The Secret of Bear Mountain, regia di Kevin James Dobson (1995)
- A spasso col rapinatore (Carpool), regia di Arthur Hiller (1996)
- Cheats, regia di Andrew Gurland (2002)
- Serenity, regia di Joss Whedon (2005)
- The Forgotten Ones, regia di Jorg Ihle (2009), direct-to-video
- The Pact, regia di Nicholas McCarthy (2011), cortometraggio
- She Who Must Burn, regia di Larry Kent (2015)
- 40 Below and Falling, regia di Dylan Pearce (2015)
- How to Plan an Orgy in a Small Town, regia di Jeremy LaLonde (2015)

#### Televisione
- Modella per un giorno (Posing: Inspired by Three Real Stories), regia di Steve Stafford – film TV (1991)
- Liar, Liar, regia di Jorge Montesi – film TV (1993)
- The Only Way Out, regia di Rod Hardy – film TV (1993)
- The Odyssey – serie TV, 2 episodi (1992-1994)
- Hai paura del buio? – serie TV, 2 episodi (1994-1995)
- X-Files (The X-Files) – serie TV, episodio 3x08 (1995)
- The Prisoner of Zenda, Inc., regia di Stefan Scaini – film TV (1996)
- Space Cases – serie TV, 15 episodi (1996)
- Tucker e Becca, nemici per la pelle (Flash Forward) – serie TV, 26 episodi (1996-1997)
- So Weird - Storie incredibili (So Weird) – serie TV, 1 episodio (1999)
- Tesoro, mi si sono ristretti i ragazzi (Honey, I Shrunk the Kids: The TV Show) – serie TV, 5 episodi (1997-1999)
- Da Vinci's Inquest – serie TV, 13 episodi (1998–2001)
- Nothing Too Good for a Cowboy – serie TV, 2 episodi (1999)
- Horizon (Higher Ground) – serie TV, 22 episodi (2000)
- The Immortal– serie TV, 1 episodio (2000)
- 2gether: The Series – serie TV, 1 episodio (2001)
- Seven Days – serie TV, 1 episodio (2001)
- Roughing It, regia di Charles Martin Smith – film TV (2002)
- Damaged Care, regia di Harry Winer – film TV (2002)
- Beyond Belief: Fact or Fiction – serie TV, 1 episodio (2002)
- Just Deal – serie TV, 8 episodi (2002)
- Firefly – serie TV, 14 episodi (2002–2003)
- Dead Like Me – serie TV, 1 episodio (2003)
- Huff – serie TV, 1 episodio (2004)
- Cold Squad - Squadra casi archiviati (Cold Squad) – serie TV, 1 episodio (2004)
- Wonderfalls – serie TV, 4 episodi (2004)
- La vedova della collina (Widow on the Hill ), regia di Peter Svatek – film TV (2005)
- Stargate Atlantis – serie TV, 33 episodi (2005-2009)
- Mothman, regia di Sheldon Wilson – film TV (2010)
- Warehouse 13 – serie TV, 1 episodio (2010)
- Miracolo a Manhattan (Call Me Mrs. Miracle), regia di Michael M. Scott – film TV (2010)
- 21-12-2012 La profezia dei Maya (Doomsday Prophecy), regia di Jason Bourque – film TV (2011)
- Supernatural – serie TV, 1 episodio (2011)
- The L.A. Complex – serie TV, 19 episodi (2012)
- Animism – serie TV, 6 episodi (2012-2013)
- State of Syn – miniserie televisiva, regia di Jarrett Sherman e Jed Weintrob (2013)
- The Listener – serie TV, 1 episodio (2013)
- The Christmas Ornament, regia di Mark Jean – film TV (2013)
- The Killing – serie TV, 10 episodi (2013-2014)
- Not with His Wife, regia di Chad Krowchuk – film TV (2015)
- Con Man – serie TV, 2 episodi (2015)
- Legends of Tomorrow – serie TV, 1 episodio (2016)
- Blindspot – serie TV, episodi 2x19-5x11 (2017-2020)
- Castle - serie TV, episodio 8x20 (2016)
- The Order – serie TV, 2 episodi (2019)
- The Magicians – serie TV, 4 episodi (2019-2020)
- Avvocati di famiglia (Family Law) – serie TV (2021-in corso)
- Quantum Leap – serie TV, episodio 1x06 (2022)
- Resident Alien – serie TV, 4 episodi (2025)

### Doppiatrice
- Mummies Alive! The Legend Begins, direct-to-video, regia di Seth Kearsley, (1998)
- Sabrina (Sabrina, the Animated Series), serie televisiva, 4 episodi (1999)

## Doppiatrici italiane
Nelle versioni in italiano dei suoi lavori, Jewel Staite è stata doppiata da:
- Federica De Bortoli in Tucker e Becca, nemici per la pelle, Avvocati di famiglia
- Daniela Calò in Stargate Atlantis (1ª voce), Blindspot
- Domitilla D'Amico in Serenity, Castle
- Maria Grazia Errigo in Horizon
- Claudia Balboni in Firefly
- Giovanna Martinuzzi in Stargate Atlantis (2ª voce)
- Francesca Tretto in 21-12-2012 La profezia dei Maya
- Emanuela D'Amico in The Killing